# Eritrichium sichotense
Eritrichium sichotense är en strävbladig växtart som beskrevs av Mikhail Grigoríevič Popov. Eritrichium sichotense ingår i släktet Eritrichium och familjen strävbladiga växter. Inga underarter finns listade i Catalogue of Life.